# Trichoptya horus
Trichoptya horus är en fjärilsart som beskrevs av Fawcett 1916. Trichoptya horus ingår i släktet Trichoptya och familjen nattflyn. Inga underarter finns listade i Catalogue of Life.